# چرکس‌کوی
چرکزکی (به ترکی استانبولی: Çerkezköy) شهری است در کشور ترکیه که در استان تکیرداغ واقع شده‌است. جمعیت این شهر بر اساس سرشماری سال ۲۰۰۸ میلادی ۶۷٬۶۱۷ نفر و بر اساس برآوردهای سال ۲۰۰۹ میلادی ۶۹٬۸۷۵ نفر می‌باشد.